# Shade, the Changing Man
Shade, the Changing man est un personnage de comics édités par DC Comics créé par Steve Ditko en 1977 et repris dans les années 1990 par Peter Milligan et Chris Bachalo.

## Création
En 1977, Steve Ditko revient chez DC Comics. Il y crée le personnage de Shade, the Changing man en juillet. Shade, de son vrai nom Rac Shade est un extra-terrestre qui vit dans une autre dimension. Accusé à tort d'avoir fomenté un attentat terroriste contre le dirigeant de son monde, il s'enfuit sur Terre après s'être emparé d'un manteau qui permet de faire des sauts dimensionnels. Ce vêtement donne aussi à celui qui le porte une apparence monstrueuse lorsqu'il le désire. La série dure peu et est arrêtée après huit épisodes lors de la DC Implosion,.

## Reprise dans les années 1990
En juillet 1990, le personnage revient dans une nouvelle série scénarisée par Peter Milligan et dessinée par Chris Bachalo. Le contenu s'adresse à un lectorat adulte et est l'un des premiers à être publié dans la collection Vertigo. L'histoire est totalement réécrite même si la base est préservée. Dans cette nouvelle version, Rac Shade occupe le corps Troy Grenzer un tueur qui est passé sur la chaise électrique. Il s'allie à Kathy George dont les parents et le fiancé ont été tués par Grenzer pour lutter contre la vague de folie qui s'est abattue sur les États-Unis et qui rend réels les rêves.
La série connaît 70 épisodes,.